# Selago verna
Selago verna är en flenörtsväxtart som beskrevs av O.M. Hilliard. Selago verna ingår i släktet Selago och familjen flenörtsväxter. Inga underarter finns listade i Catalogue of Life.